# Holcus lanatus
Holcus lanatus es una especie de la familia de las poáceas.  Nativa de Europa y naturalizada en sitios de clima templado de otros continentes.

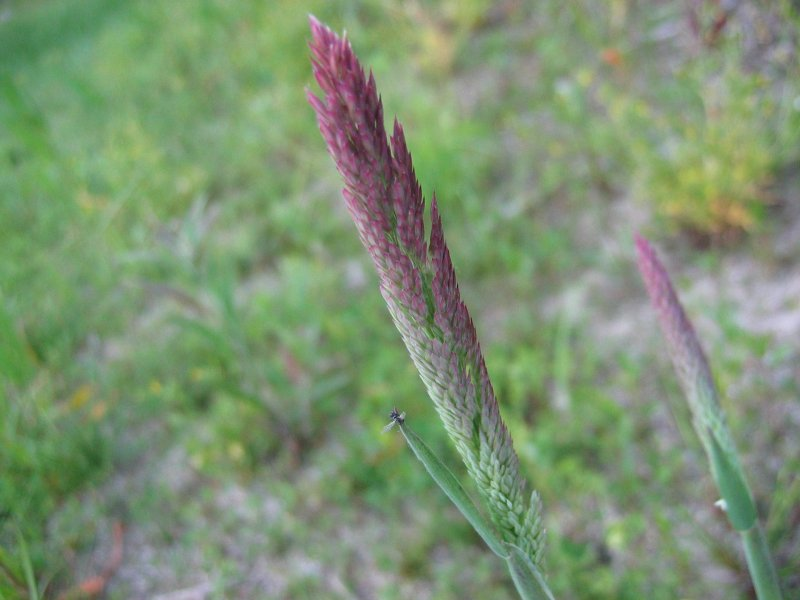
Espiga

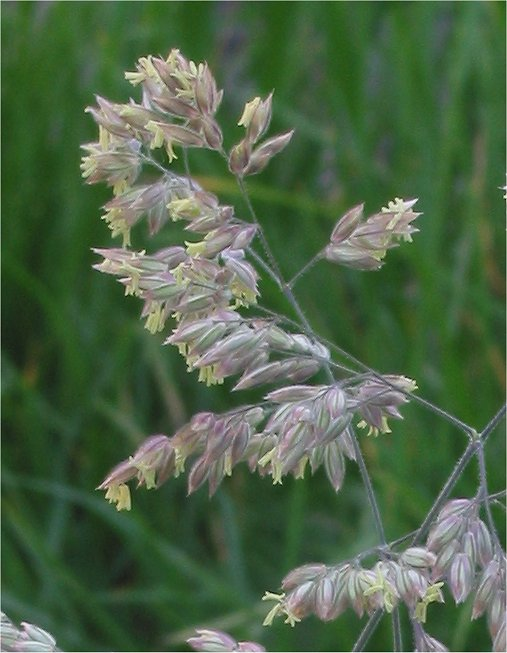
Inflorescencia

## Descripción
Hierba perenne, cespitosa, suavemente pelosa. Tallos erectos, de 20-80 (-100) cm de altura. Hojas lineares, planas de 3-10 mm de anchura. Flores en panícula espiciforme o piramidal, de variable densidad, de hasta 15 (-20) cm de longitud; espiguillas lateralmente comprimidas, todas fértiles, ovoideas, frecuentemente teñidas de púrpura, con 2 o 3 flores; lema con arista subapical; pálea membranosa. Fruto del mismo tipo que los cereales (cariopsis). Florece en primavera y verano. Especie fuertemente alergógena.

## Hábitat
Prados de siega y praderas permanentes con agua disponible la mayor parte del año. Holcus lanatus en su hábitat natural es una fuente de alimento para Pararge aegeria.

## Taxonomía
Holcus lanatus fue descrita por Carlos Linneo y publicado en Species Plantarum 2: 1048. 1753.
Sinonimia
- Holcus glaucus Willk.   in Willk. & Lange
- Holcus argenteus C.Agardh ex Roem. & Schult.
- Holcus aestivalis Jord. & Fourr.
- Notholcus lanatus (L.) Nash ex Hitchc. in Jeps.
- Ginannia pubescens Bubani [nom. illeg.]
- Ginannia lanata (L.) F.T.Hubb.
- Avena pallida Salisb. [nom. illeg.]
- Avena lanata (L.) Hoffm.
- Aira lanata (L.) Hoffm.[3]
- Aira holcus-lanatus Vill.
- Ginannia mollis (L.) Bubani
- Holcus grurnosus Sennen
- Holcus intermedius Krock.
- Holcus muticus Kunze
- Holcus oriolis Sennen & Gonzalo
- Holcus tuberosus Salzm. ex Trin.[4][5]

## Nombres comunes
saboya, cañota, heno, heno blanco, heno blanco de San Ildefonso, henu, hierba macerguera, hierba triga, holco, holco lanudo, pajón, triguera, pasto dulce, pasto miel, pasto chileno, falsa poa.